# Stelis steganopus
Stelis steganopus är en orkidéart som beskrevs av Leslie Andrew Garay. Stelis steganopus ingår i släktet Stelis och familjen orkidéer. Inga underarter finns listade i Catalogue of Life.